# Petronia (moglie di Vitellio)
Petronia (I secolo – I secolo) è stata una nobildonna romana.

## Vita

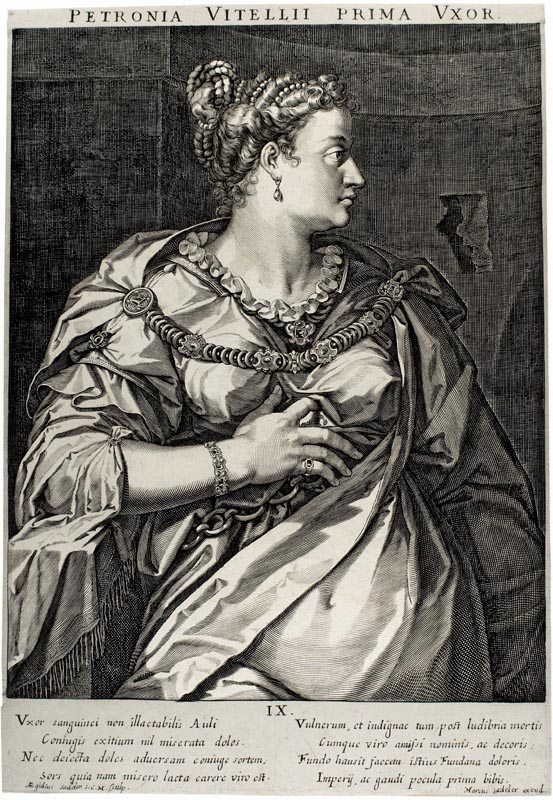
Raffigurazione di Petronia

Petronia fu un membro del senato romano del I secolo e la prima moglie dell'imperatore Vitellio.
Molto probabilmente era una figlia di Publio Petronio, consul suffectus nel  19, che era succeduto a Lucio Vitellio il Vecchio (padre del suo primo marito) nell'anno 39 come governatore della Siria. 
Fu probabilmente la sorella di Tito Petronio, chiamato "arbitro" confidente di Nerone e autore del Satyricon.
Primo marito di Petronia fu Aulo Vitellio, che divenne imperatore nel 69. Da questo matrimonio nacque Vitellio Petroniano. 
Svetonio racconta che il ragazzo era cieco di un occhio e che fu fatto uccidere dal suo stesso padre. 
In seconde nozze Petronia sposò Publio Cornelio Dolabella, un parente dell'imperatore Galba, che fu fatto segretamente uccidere a Terni dal suo primo marito. Da questo secondo matrimonio nacque Servio Cornelio Dolabella Petroniano, console nell'anno 86.